# Ончыко
Ончыко («Вперёд») — литературно-художественный и общественно-политический журнал на марийском языке. Издаётся с 1926 года. Неоднократно менял своё название («У вий», «Пиалан илыш», «Родина верч», «Марий альманах»). В советский период — один из органов печати Союза писателей РСФСР.
На страницах журнала публикуются поэтические, прозаические и драматургические произведения марийских писателей, мемуары выдающихся деятелей культуры, статьи марийских учёных и искусствоведов, критика, тексты и ноты песен марийских композиторов. Журнал имеет постоянных читателей в Республике Марий Эл и регионах компактного проживания народа мари за пределами республики.

## История
Основателями журнала являются сотрудники газеты «Йошкар кече» С. Элнет, М. Шкетан, П. Ланов и Э. Савинов.
31 июля 1926 года вместо очередного номера газеты «Йошкар кече» («Красный день») вышел первый номер журнала «У вий» («Новая сила»). Подписчики газеты получили номер бесплатно, в этом номере объёмом в 20 страниц и тиражом в 1550 экземпляров были напечатаны рассказы М. Шкетана, Э. Савинова, Р. Онара, стихи Н. Мухина, П. Ланова, С. Элнета и несколько народных песен.
В 1936 году журнал был преобразован в альманах «Пиалан илыш» («Счастливая жизнь»), в 1941 году стал выходить под названием «Родина верч» («За Родину»), а с 1946 года — «Марий альманах», затем с 1949 года — снова «Пиалан илыш».
Начиная с 1954 года издаётся под названием «Ончыко» («Вперёд»). 
4 января 1987 года журнал был награждён орденом «Знак Почёта».
К 2006 году, за 80-летнюю историю журнала, было выпущено 520 номеров.

### Главные редакторы
- 1954—1961 — В. Столяров (Юксерн)
- 1961—1972 — А. Асылбаев
- 1972—1974 — В. Колумб
- 1975—1984 — С. Николаев
- 1984—1988 — А. Юзыкайн
- 1988—2016 — А. Тимиркаев
- 2017 — по н. в. И. Попов[2]